# 釋淨空
釋淨空，AM（1927年3月13日—2022年7月26日），台灣佛教講經高僧，俗名徐業鴻，中國安徽省安慶道廬江縣湯池鎮人。1959年於臺北市臨濟護國禪寺出家，法名覺淨，字淨空。曾追隨方東美、第七世章嘉呼圖克圖、佛教居士李炳南等學習哲學與佛法。以專弘佛教淨土宗為主，曾受邀於聯合國教科文組織協助推動宗教團結，2005年獲澳大利亞最高榮譽騎士勳章。澳洲格里菲斯大學、昆士蘭大學榮譽教授；中國人民大學客座教授；格里菲斯大學、南昆士蘭大學榮譽博士；印尼夏利悉達亞都拉回教大學榮譽博士；美國德州榮譽公民、達拉斯榮譽市民、澳洲昆士蘭圖翁巴榮譽市民、臺南市卓越市民、印尼宗教部最高榮譽；澳洲淨宗學院院長、香港佛陀教育協會董事主席。

## 生平简介
1927年3月13日，生於中國安徽省安慶道廬江縣湯池鎮。
曾就讀於南京市立第一中學。
1944年就讀於國立貴州中學，曾加入中國國民黨青年軍。
1949年旅居臺灣，之後加入實踐學社（日軍顧問團白團）。
1954年起，先後追隨方東美（時任國立臺灣大學哲學系主任）、內蒙藏傳佛教領袖第七世章嘉呼圖克圖及佛教居士李炳南（大成至聖先師奉祀官孔德成委任之奉祀官府主任秘書）13年，學習經史哲學以及佛法與傳統文化。
1959年9月2日，於臺北市臨濟護國禪寺出家。禮心悟法師祝髮，法名「覺淨」、字「淨空」。
1960年，於臺北市十普寺中國佛教三藏學院擔任授課教師。又應邀至臺東縣講授《阿難問事佛吉凶經》。
1961年9月，於基隆市海會寺，依得戒和尚道源法師、羯磨阿闍黎慧三法師、教授阿闍黎白聖法師領受三壇大戒。
1962年，創設「華藏法施會」，無償印贈佛經善書。
1966年，於講席間認識韓鍈伉儷，後得韓鍈支持贊助30餘年。
曾先後於臺北市法華寺，台北市蓮友念佛團，志蓮精舍，善導寺，中國佛教會等處講經。
1982年，於韓鍈促成下首次往赴美國弘法，後於美國達拉斯等地成立道場。
1985年，移居美國。1月，與簡豐文合作正式於臺北市成立「財團法人佛陀教育基金會」。
1986年，應煮雲法師邀請，每月至高雄縣鳳山市（今高雄市鳳山區）鳳山佛教蓮社講經。
1987年於美加弘法期間，蒙佛教居士黃念祖致贈《佛說大乘無量壽莊嚴清淨平等覺經解》一書，後將此書廣泛印刷流通。
1988年往赴中國北京市，與黃念祖會面，並應邀為《佛說大乘無量壽莊嚴清淨平等覺經解》一書作序。於北京市拜訪中國佛教協會會長趙樸初。
1989年，由韓鍈發起向臺北市佛教會申請，正式於臺北市成立「華藏淨宗學會」。
1992年，於美國達拉斯佛教會舉辦佛七法會，此後每年春秋兩季皆至達拉斯弘法。
1995年5月，指導新加坡佛教居士林及淨宗學會創辦第1屆弘法人士培訓班，以後連續舉辦，共主持6屆。
1997年起始，旅居新加坡3年。當時有傳言指出淨空法師與新加坡佛教居士林林長李木源居士發生衝突，但淨空法師否認此傳言；他也解釋自己與李木源是『很好的搭檔』。
1999年12月31日，聯合新加坡9大宗教團體，於新加坡博覽中心舉行12小時千禧年祈禱活動。次日2000年元旦舉行千禧年溫馨晚宴，於晚宴致辭。
2000年，應中國國家宗教局邀請，新加坡宗教聯誼會理事長組成訪華團，訪問中國5大宗教，為訪華團顧問。宗教訪華團訪問峨嵋山等宗教聖地，與各個宗教交流合作。
2001年，於澳洲昆士蘭圖翁巴創建澳洲淨宗學院。同年，向陳彩瓊提出創立電視台的計劃。
2002年，移民澳洲。
2003年，訪問泰國參加世界和平會議。1月，陳彩瓊籌備創立電視台完成，華藏衛星電視台正式於臺灣臺北市開播。
2005年澳大利亞女王官方生日榮譽，澳洲政府為表彰淨空法師對於昆士蘭佛教界提供的服務，特別是藉由支持教育和衛生機構來推廣佛教和促進宗教和諧的活動，授予淨空法師澳大利亞員佐勳章(AM)。同年，應邀訪問美國華府和布希總統會面。同年，筹集5000万善款在其家乡中國安徽省廬江縣湯池鎮开设“庐江中华文化教育中心”，教授以《弟子规》为主的儒家文化，但该机构2008年12月即告停办。江南大学清代文献研究者黄晓丹由此认为其继2000年推广讀經教育的王財貴之后进一步推动了《弟子规》在中國的流行。
2006年至2018年期間，率眾參加聯合國教科文組織於法國巴黎總部舉辦的國際會議。
2006年10月，應聯合國教科文組織邀請於總部進行為期3天「2550年歡慶衛塞節」活動。
2009年，澳洲淨宗學院與格里菲斯大學聯合舉辦「澳洲、亞太地區促進和平與和諧之多元宗教高峰會議」，於澳洲布里斯本市政廳聯合舉辦3天。
2010年，隨宗教訪問團訪問梵蒂岡，與教宗本篤十六世會面。
2011年，參加新加坡10大宗教新年祈福大會。9月，參加於馬來西亞綠野國際會展中心舉辦的萬人弘法大會。
2013年，香港佛陀教育協會於亞洲國際博覽館舉辦冬至祭祖三時繫念法會。
2014年9月，邀請果清法師至澳洲淨宗學院舉辦戒學研習班。
2015年，應英國信仰聯盟總會(The Unity of Faiths Foundation)之邀，出席於倫敦肯辛頓皇家會議中心舉辦的11大宗教團結大會。又於英國上議院、劍橋大學等地發表主題演講。同年應斯里蘭卡政府邀請，參與「歡慶衛塞節暨佛教與多元宗教論壇」作主題演講。
2016年6月，英國舉辦祭祖大典暨三時繫念法會，威爾斯三一聖大衛大學休斯校長擔任祭祖大典英方代表主祭官。9月，應牛津大學副校長尼克羅林斯教授邀請，訪問牛津大學。
2017年3月，聯合國教科文組織9國大使，牛津大學副校長等各國代表抵達澳洲，開始澳洲昆士蘭圖翁巴多元文化和諧示範城考察之旅。後各國代表連署提案在教科文組織總部為其設立永久性辦公室，經教科文組織審查核准。9月辦公室正式成立，其任永久榮譽主席。同年，應邀參與於威爾斯舉辦的「和諧食物和諧農耕」研討交流活動，查爾斯王子感謝其對威爾斯三一聖大衛大學和諧博士專案贊助。同年，拜訪新加坡回教領袖哈比哈山，商討編輯宗教經典三六Ｏ事宜。
2018年，赴新加坡參加多元宗教交流會。6月，「淨空之友社」於聯合國教科文組織總部一號大廳舉辦三時繫念法會。8月於英國倫敦、蘭彼得舉辦孝親報恩祭祖大典。9月於聯合國教科文組織總部協辦為期3天「2018國際和平大會」。
2019年，於臺灣臺南市安平區極樂寺，臺北市和平籃球館，張榮發基金會國際會議中心，臺北市外貿協會國際會議中心，桃園市、南投縣弘明實驗學校，澳洲淨宗學院，香港亞洲國際博覽館，新加坡濱海灣金沙會議展覽中心，聯合國教科文組織總部一號會議廳發表談話。
2020年，於臺灣臺南市安平區極樂寺開示。同年，於澳洲淨宗學院「自行化他、不負師恩—澳洲先師長善護追思紀念法會」開示。同年，於馬來西亞漢學院「改往修來、灑心易行—二〇二〇農曆新春」開示。
2022年4月21日，淨空之友社發出聲明，因其年事已高，有感力不從心，故辭去淨空之友社一切職務，由年輕一輩接班，正式退休。
2022年7月26日凌晨2點，圓寂於臺灣臺南市安平區極樂寺，世壽95歲，僧臘63載，戒臘60載。
2022年9月3日舉火荼毗。祭儀結束後移靈至臺南市白河區關子嶺大仙寺火化，所得舍利安奉於臺南市安平區極樂寺。

## 教學和弘法
擅長使用現代技術來傳播佛陀教育。他的演講被錄製成音檔和影片在寺廟、社交媒體上、衛星電視上廣泛傳播。其中《十善業道經》的教學，目前以中文、英文、阿拉伯文、西班牙文、俄文、法文等六種語言向全世界推廣。他也講解儒家的《弟子規》。

## 著作
- 《生活的藝術》The Art of Living
- 《佛教 - 佛陀教育》Buddhism as an Education
- 《佛教：慈悲与智慧的觉醒》Buddhism: The Awakening of Compassion and Wisdom
- 《净空文集》The Collected Works of Chin Kung
- 《通往真幸福的道路》Path to True Happiness
- 《了解佛教》To Understand Buddhism
- 《聖賢的三個根本》 Three Roots of Sages, 2005年1月1日

## 榮譽和成就
- 1995年8月獲頒美國德州榮譽公民、達拉斯「榮譽市民」。

- 2002年獲頒澳洲格里菲斯大學榮譽博士學位，並獲聘任榮譽教授。同年，並獲頒圖翁巴榮譽市民。

- 2003年獲聘為澳洲昆士蘭大學榮譽教授。

- 2004年獲頒澳洲南昆士蘭大學及印尼夏利悉達亞都拉回教大學榮譽博士學位。

- 2005年9月15日授予澳大利亞員佐勳章(AM)。

- 2017年擔任聯合國教科文組織淨空之友社永久榮譽主席。[29]

- 2022年9月3日追頒臺南市卓越市民。[26][27]

## 褒揚令
2022年9月8日，淨空法師獲時任中華民國總統蔡英文追頒「總統褒揚令」。9月29日其弟子於林口體育館舉行圓寂傳供讚頌大典，時任內政部部長徐國勇到場致意，並代表總統蔡英文頒贈褒揚令，由其弟子暨華藏淨宗學會現任理事長悟道法師代表接受。褒揚令全文為：

極樂寺創辦人淨空法師，慈悲喜捨，超俗清曠。幼少紅羊浩劫，舉家四處遷徙，寒蹇顛沛，自持策勉；居困境猶刻砥勵學，鍾愛梵冊群書，博覽各宗佛典，微妙玄通，遜志時敏。來臺後，追隨名師脩習，發願皈依摩頂，肇始六十餘載釋藏辨惑年歲。歷任澳洲淨宗學院院長、香港佛陀教育協會董事主席、聯合國教科文組織淨空之友社永久榮譽主席暨中國文化大學哲學系教授等職，講經足跡行踏海宇，弘法身影遍及全球，祖述傳薪，慧炬長明。復倡議振興漢字古籍，悉力潛移浸潤人心；闓闡教派文獻成典，踐履泛愛良善價值；消弭社會衝突誤解，敦促世界互助和平，甘露法雨，吐惠含仁；佑護扶匡，痌瘝在抱。嗣積極厚植教育師資，提攜啟沃後進傑秀；運用數位網路施授，開展衛星電視宣道，彝訓敘理，領異拔新。曾獲頒澳洲、印尼暨英國等數所大學榮譽博士暨澳洲平民最高榮譽員佐勳章等殊榮。綜其生平，恢宏中華固有文化底蘊，盡瘁國際多元宗教融合，紹休聖緒，淵謨卓絕；餘業流風，光昭青史。遽聞鶴齡圓寂，軫悼彌殷，應予明令褒揚，以示政府崇禮耆德之至意。

總　　　統　蔡英文　　　　

行政院院長　蘇貞昌　　　　

## 爭議

### 遭中国政府抵制
2011年，网上传出一份据称来自中共统战部的《关于进一步抵制净空及其“净宗学会”渗透活动情况通报》：
|  | 长期以来，净空及其“净宗学会”利用其影响和境外建立的组织，把中国作为其主要渗透对象，在国内设点活动，推行和散布其歪理邪说。甚至非法组织各种组织机构，打着弘扬佛法和中国传统文化的幌子，通过网络及各种论坛和学术交流等形式，从事传教及讲经活动，非法出版大量宗教图书和音像制品，严重违反了我国的宗教政策和法律法规。严重干扰和破坏了国内的正常的宗教活动和秩序。对此，有关部门和各地果断采取措施，依法查处和关闭了净空及其净空学会开办的传教中心和活动据点,坚决阻止净空入境活动,防止其借机扩大影响。 近期，中央领导同志再次针对净空分子在国内的渗透活动情况，作出重要批示：明确要求坚决封堵，肃清其恶劣影响。为了进一步统一思想认识，共同作好抵御和防范净空及其净宗学会渗透工作，现将净空及其净宗学会的有关情况通报给你们，请各地要把思想和认识统一到中央领导同志的重要指示精神上来，充分认识净空在境内从事渗透活动的现实危害性和潜在影响，采取有力措施协调一致，坚决制止和打击净空及其净宗学会的渗透活动，肃清影响，切实维护社会稳定和宗教和谐。 |

同年，中國各處地方政府始展开行动抵制並下架其書籍影音，土豆网、优酷网等各大视频网站的《和谐拯救危机》影片遭下架。
虽然有中國政府抵制封禁，中國仍有部分教育機構組織對《和諧拯救危機》的研討活動。一直到2018年，《和諧拯救危機》等净空书籍影音仍隐秘流通于各地颇具非议的女德班和各类传统文化教育基地中，作为主要教学资料之一出现。

### 政治言論
淨空對中國共產黨的無神論立場與在文化大革命中對佛教的衝擊一直頗有微詞，但自從進入中國發展後便不乏亲近中共的言論，或将共产主义与佛学联系到一起，如「共产党就是佛」。2014年9月25日，淨空又公開宣稱中國共產黨總書記與國家主席習近平是「菩薩化身」。
对于言论自由，净空认为当代媒体的愈发商业化与对道德的漠视导致世风日下，是「毒素染污」，不反对一党专政管制媒体舆论以让社会回归道德。

### 论点缺乏科学依据
2006年在系列影片《山西小院》中，宣称「念地藏经可以治疗癌症」。同时多次大力推崇日本作家江本勝著作《水知道答案》，认为其用科学证明了「起心动念」，「人的心念善惡決定了事物的好壞」。然《水知道答案》一直饱受科学界质疑，江本勝本人于2007年承认由於自己的研究室與設備都十分原始簡陋，他所做的「並不是能稱做科學的程度，而是藝術或是科幻作品的程度」，「希望在不久的將來，能由真正的科學家作出科學上的證明。」
2013年7月11日，净空称「爱因斯坦因发明核弹而堕入『核弹地狱』」。然爱因斯坦事實上僅提出質能等價公式而並未參與研發人類首枚核子武器的曼哈頓計劃。

### 质疑即「谤佛」
面对众多批評，净空表示這些都是「謗佛」，是要進地獄的大罪：
|  | 八萬四千法門都是釋迦牟尼佛說的，你要是批評它，你要是毀謗它，叫謗佛；第二個罪名，謗法；第三個罪名，毀謗所有學習法門的這些人，三樁大罪就到無間地獄去了。 |

甚至連懷疑都不可以：
|  | 你要是毀謗另外一個法門[...]這個業是謗佛、謗法、謗僧。不但不可以毀謗，連懷疑都不可以。所以說疑謗三寶那就是迷惑，就是造業。 |

批評者认为净空将反对声音统归为「谤佛」違背了佛教自正法时代以来讨论、辩证对佛学不同见解之傳統（释迦摩尼也曾亲口开示，鼓勵信眾不要盲從，要考驗佛語），以致许多净空信众愈发执着于净土宗，甚至「不是净空法师的书不看，不是净空法师的讲经不听」。

### 陈晓旭事件

#### 成为净空信众
出演1987年版电视剧《红楼梦》中林黛玉一角而举国皆知的女演员陈晓旭学佛由来已久。1999年，一个偶然的机会她听到了净空讲解的《无量寿经》，颇受触动，后来陈晓旭直飞至新加坡拜访净空，并与妹妹一起皈依佛门。自后她跟随师父净空讲经，主持一些佛教活动，捐助善款用于佛教与慈善事业，尤其资助了净空的庐江教育文化中心、影片《山西小镇》《和谐拯救危机》等项目。

#### 劝阻陈晓旭就医
2006年4、5月間，陈晓旭被检查出罹患乳癌，当时尚处于可医治阶段。但净空劝她：「寿命到了，不要看医生，医生能治病，不能治命。所以我也不吃药，也不看医生，念佛求生净土。」她因此拒绝采取现代医学治疗，仅吃一些中药以及念经求佛。
2007年2月23日，陳曉旭在位於長春寬城區奮進鄉新月村的百國興隆寺舉行了剃度儀式，落髮出家，法號妙真。2007年2月27日，她在出家声明中称：
|  | 出家不是消极避世，而是更积极的人生选择。通过净空老法师的教诲，使我认识到，佛教不是宗教，而是佛陀对九法界众生至善圆满的智慧教育。通过多年的学习，使我深深地感受到佛法的广大利益。我愿向净空法师学习，为佛教育奉献我的终生。在家修学总有兼职之感，出家修学更能专精一门深入，这也是古大德求学之道。[...] 其次，关于病症一事，实无大碍。不过是近日身体稍有不适而已。正如佛法所说“一切法从心想生”。我相信只要能以清静心正确修法方能转变境界。就像纪录片《山西小院》里所纪录的那些人们一样，还有钟茂森博士的同学，他们都曾身染重病，通过佛法的清静修行，用自己的愿力、意念，转变了境界。 |

然而此時的陳曉旭因癌細胞擴張到了右腿已無法正常行走。2007年4月間陳曉旭開始時常陷入昏迷，最終於2007年5月13日18時57分在深圳一間名為念佛堂的道場內圓寂。
净空事后则表示，念经没有治好陳曉旭的乳癌是因为她「业障太重，愿力不够」，自己已让她十分痛苦化了九分。

#### 被指侵吞遗产
陈晓旭早在2007年2月出家时便将其巨额资产三分，一份留给家人，一份资助佛教，一份用于成立陈晓旭慈善基金会。2007年5月17日，陈晓旭慈善基金会（筹备）对外发表声明，宣布遵照陈晓旭遗愿，於2007年5月16日创立了陈晓旭慈善基金会（筹备），始创基金为5000万元人民币。但此资金一直未落实，去向不明。
2007年6月1日，陈晓旭的追思会在北京大观园举行，会上陳曉旭之父陈强面对媒体公开指责净空向他瞒了三天陈晓旭之死讯，及承诺出资成立陈晓旭遗愿中的「陈晓旭慈善基金会」但迟迟未兑现，暗示净空侵吞了这部分遗产：
|  | 我说净空法师，你宣传她一年收入两个亿，现在拿出几百万做慈善基金，不好使，瞒不了人民。净空法师说：那好，那我研究研究，完了我们就撤开了。撤开之后，他派了一个人过来告诉我，净空法师把全部的资金拿出来，作为晓旭的慈善基金。我当时念了一声阿弥陀佛，我感谢他。但是由于某种困难也好，某种原因也好，现在资金尚未到位。我希望净空法师或者是分期分批，或者是一次到位，都可以，为了完成晓旭的这个慈善的遗愿，我欢迎他赶紧抓紧办这个事。 |

事后双方为此對簿公堂，但最終沒有結論。「陈晓旭慈善基金会」就此擱淺，其资金去向至今仍然成謎。

## 外部連結
- 淨空老法師專集網 （页面存档备份，存于）
- 淨空之友社 （页面存档备份，存于）
- 華藏衛視 （页面存档备份，存于）
- 聯合國教科文組織 淨空之友社 （页面存档备份，存于）
- 佛陀教育基金會 （页面存档备份，存于）
- 華藏淨宗弘化網 （页面存档备份，存于）